# Бакаро, Винисиус
Винисиус Бакаро (итал. Vinicius Bacaro; 20 августа 1978, Сан-Паулу, Бразилия) — бразильский и итальянский футболист, игрок в мини-футбол. Нападающий итальянского клуба «Лацио» и сборной Италии по мини-футболу.

## Биография
Бакаро начинал свою карьеру в бразильских клубах «Сан-Каэтано», «Коринтианс» и «Банеспа». В 2001 году с «Коринтиансом» завоевал Чашу Бразилии. В 2002 году перебрался в итальянский чемпионат. Играл там за «Лацио», «Рому РКБ» и «Рому», становился обладателем национального кубка. В 2005 году перебрался в испанский Почётный Дивизион, став игроком мурсийского «Эль-Посо». Выиграв все возможные испанские трофеи, перешёл в другой испанский клуб — Интер Мовистар, где в сезоне 2008-09 стал обладателем и европейского трофея — Кубка УЕФА по мини-футболу.
Летом 2010 года перешёл в итальянский клуб «Лацио».
Приняв итальянское гражданство, Бакаро начал выступления за сборную Италии по мини-футболу. Натурализованный бразилец стал настоящей звездой финала чемпионата Европы по мини-футболу 2003, забив в ворота сборной Украины по мини-футболу единственный мяч поединка, таким образом итальянцы впервые в истории выиграли континентальное первенство. Также Бакаро стал серебряным призёром чемпионата мира 2004.

## Достижения
- Обладатель Чаши Бразилии (1): 2001
- Чемпион Испании (2): 2006, 2007
- Обладатель Кубка Испании (2): 2008, 2009
- Обладатель Суперкубка Испании (2): 2006, 2009
- Обладатель Кубка Италии (1): 2001
- Обладатель Кубка УЕФА (1): 2008/09
- Чемпион Европы (1): 2003
- Серебряный призёр чемпионата Европы (1): 2007
- Бронзовый призёр чемпионата Европы (1): 2005
- Серебряный призёр чемпионата мира (1): 2004